# Ciara Janson
Ciara Janson, född 27 april 1987 i Surrey, är en brittisk skådespelare. Hon är bland annat känd för sin roll som Nicole Owen i såpoperan Hollyoaks. Hon har även haft roller i TV-serier som Holby City och Doctors och hon gjorde också rösten till POD i stylingprogrammet Snog Marry Avoid?.
Hon är dotter till skådespelarna Debbie Arnold och David Janson. Sedan 2019 är hon gift med den svenske sångaren Måns Zelmerlöw. Paret är bosatta i Skåne och har två söner födda 2018 och 2022. Janson har en son född 2014, från ett tidigare förhållande. Paret ansökte om skilsmässa 2025.
År 2023 deltog Janson i TV-programmet Masked Singer Sverige på TV4, i rollen som karaktären "Vikingen". Vintern 2025 deltog hon, under efternamnet Zelmerlöw, i säsong 19 av TV-programmet Let's Dance (även det på TV4), med Martin Jonsson som professionell danspartner.